# Hryńky (obwód połtawski)
Hryńky (ukr. Гриньки) – wieś na Ukrainie, w obwodzie połtawskim, w rejonie krzemieńczuckim, w hromadzie Hradyźk. W 2001 liczyła 760 mieszkańców.

## Urodzeni
- Mykoła Łysenko – ukraiński kompozytor.